# Kostaryka na Letnich Igrzyskach Olimpijskich 2016
Kostarykę na Letnich Igrzyskach Olimpijskich 2016, które odbyły się w Rio de Janeiro reprezentowało 11 zawodników – 7 mężczyzn i 4 kobiety.
Był to piętnasty start reprezentacji Kostaryki na letnich igrzyskach olimpijskich.

## Reprezentanci

### Judo
Mężczyźni
| Zawodnik       | Konkurencja | 1/16             | 1/8              | Ćwierćfinał      | Półfinał         | Repasaż          | Finał/BM         | Finał/BM |
| Zawodnik       | Konkurencja | Przeciwnik Wynik | Przeciwnik Wynik | Przeciwnik Wynik | Przeciwnik Wynik | Przeciwnik Wynik | Przeciwnik Wynik | Pozycja  |
| -------------- | ----------- | ---------------- | ---------------- | ---------------- | ---------------- | ---------------- | ---------------- | -------- |
| Miguel Murillo | −73 kg      | BYE              | Ōno P 000-100    | NQ               | NQ               | NQ               | NQ               | NQ       |

### Kolarstwo

#### Kolarstwo górskie
| Zawodnik       | Konkurencja | Czas    | Miejsce |
| -------------- | ----------- | ------- | ------- |
| Andrey Fonseca | Mężczyźni   | 1:44:54 | 33.     |

#### Kolarstwo szosowe
Mężczyźni
| Zawodnik      | Konkurencja                | Czas    | Miejsce |
| ------------- | -------------------------- | ------- | ------- |
| Andrey Amador | wyścig ze startu wspólnego | 6:30:05 | 54.     |

Kobiety
| Zawodniczka  | Konkurencja                | Czas | Miejsce |
| ------------ | -------------------------- | ---- | ------- |
| Milagro Mena | wyścig ze startu wspólnego | DNF  | DNF     |

### Lekkoatletyka
Mężczyźni
| Nery Brenes | 200 m | 20,20 | 1. Q | 20,33 | 6. | NQ | NQ | NQ | NQ |
| Nery Brenes | 400 m | 45.53 | 2. Q | 45,02 | 6. | NQ | NQ | NQ | NQ |

| Zawodnik        | Konkurencja | Kwalifikacje | Kwalifikacje | Finał | Finał   |
| Zawodnik        | Konkurencja | Wynik        | Miejsce      | Wynik | Miejsce |
| --------------- | ----------- | ------------ | ------------ | ----- | ------- |
| Roberto Sawyers | rzut młotem | 70,08        | 24.          | NQ    | NQ      |

Kobiety
| Zawodniczka    | Konkurencja        | Eliminacje | Eliminacje | Półfinał | Półfinał | Finał | Finał   |
| Zawodniczka    | Konkurencja        | Wynik      | Miejsce    | Wynik    | Miejsce  | Wynik | Miejsce |
| -------------- | ------------------ | ---------- | ---------- | -------- | -------- | ----- | ------- |
| Sharolyn Scott | 400 m przez płotki | 58,27      | 7.         | NQ       | NQ       | NQ    | NQ      |

### Piłka siatkowa

#### Siatkówka plażowa
Kobiety
| Zawodniczki                   | Konkurencja | Faza grupowa | Faza grupowa | 1/8 finału          | Ćwierćfinał         | Półfinał            | Finał/BM            | Pozycja |
| Zawodniczki                   | Konkurencja | Przeciwniczki Wynik | Pozycja      | Przeciwniczki Wynik | Przeciwniczki Wynik | Przeciwniczki Wynik | Przeciwniczki Wynik | Pozycja |
| ----------------------------- | ----------- | --- | ------------ | ------------------- | ------------------- | ------------------- | ------------------- | ------- |
| Nathalia Alfaro Karen Charles | kobiety     | Grupa F Bawden / Clancy P 0:2 (15:21, 14:21) Meppelink / van Iersel P 0:2 (16:21, 16:21) Agudo / Pazo P 0:2 (16:21, 19:21) | 4.           | NQ                  | NQ                  | NQ                  | NQ                  | NQ      |

### Pływanie
Kobiety
| Zawodniczka      | Konkurencja      | Eliminacje | Eliminacje | Półfinał | Półfinał | Finał | Finał   |
| Zawodniczka      | Konkurencja      | Czas       | Miejsce    | Czas     | Miejsce  | Czas  | Miejsce |
| ---------------- | ---------------- | ---------- | ---------- | -------- | -------- | ----- | ------- |
| Marie Laura Meza | 100 m motylkowym | 1:02,01    | 36.        | NQ       | NQ       | NQ    | NQ      |

### Triathlon
| Zawodnik        | Konkurencja | Pływanie (1,5 km) | Zmiana 1 | Jazda na rowerze (40 km) | Zmiana 2 | Bieg (10 km) | Czas    | Pozycja |
| --------------- | ----------- | ----------------- | -------- | ------------------------ | -------- | ------------ | ------- | ------- |
| Leonardo Chacón | mężczyźni   | 18:11             | 0:48     | 55:43                    | 0:38     | 33:46        | 1:49:06 | 30.     |